# Haliplus andalusicus
Haliplus andalusicus is een keversoort uit de familie watertreders (Haliplidae). De wetenschappelijke naam van de soort is voor het eerst geldig gepubliceerd in 1872 door Wehncke.